# Obras de Gaudí para la Congregación de Jesús-María

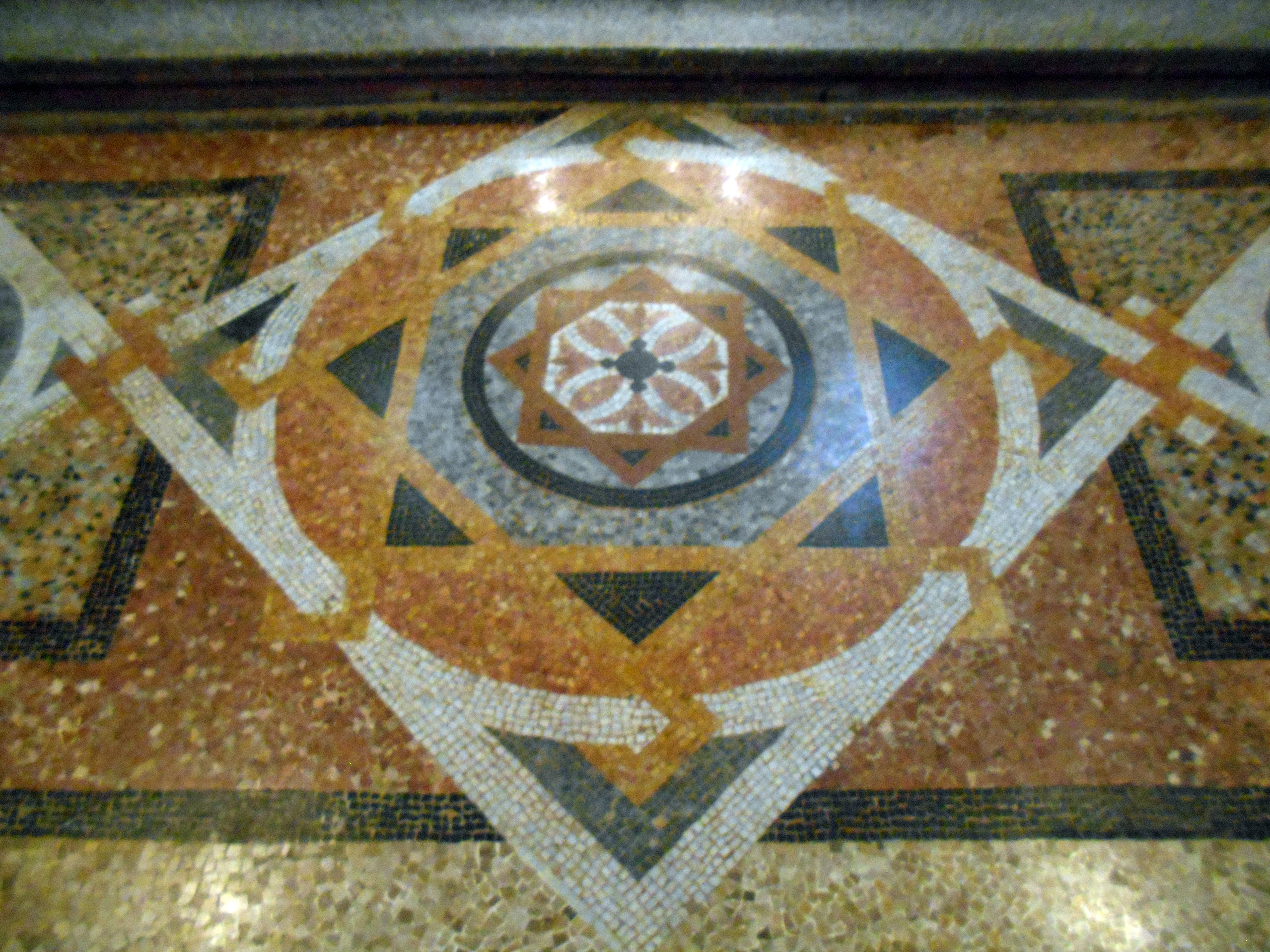
Mosaico de la iglesia de San Paciano, Barcelona

El arquitecto modernista Antoni Gaudí realizó diversas obras para la Congregación de Jesús-María en los inicios de su carrera. En San Andrés de Palomar realizó entre 1879 y 1881 el proyecto de decoración de la capilla de la Congregación —actualmente iglesia de San Paciano—, donde diseñó el altar, la custodia, el mosaico del pavimento y la iluminación, así como el mobiliario del colegio. Para estas mismas religiosas se encargó de la decoración de la capilla del Colegio de Jesús-María de Tarragona (1880-1882), donde realizó el altar, el ostensorio y la sillería del coro.

## Historia

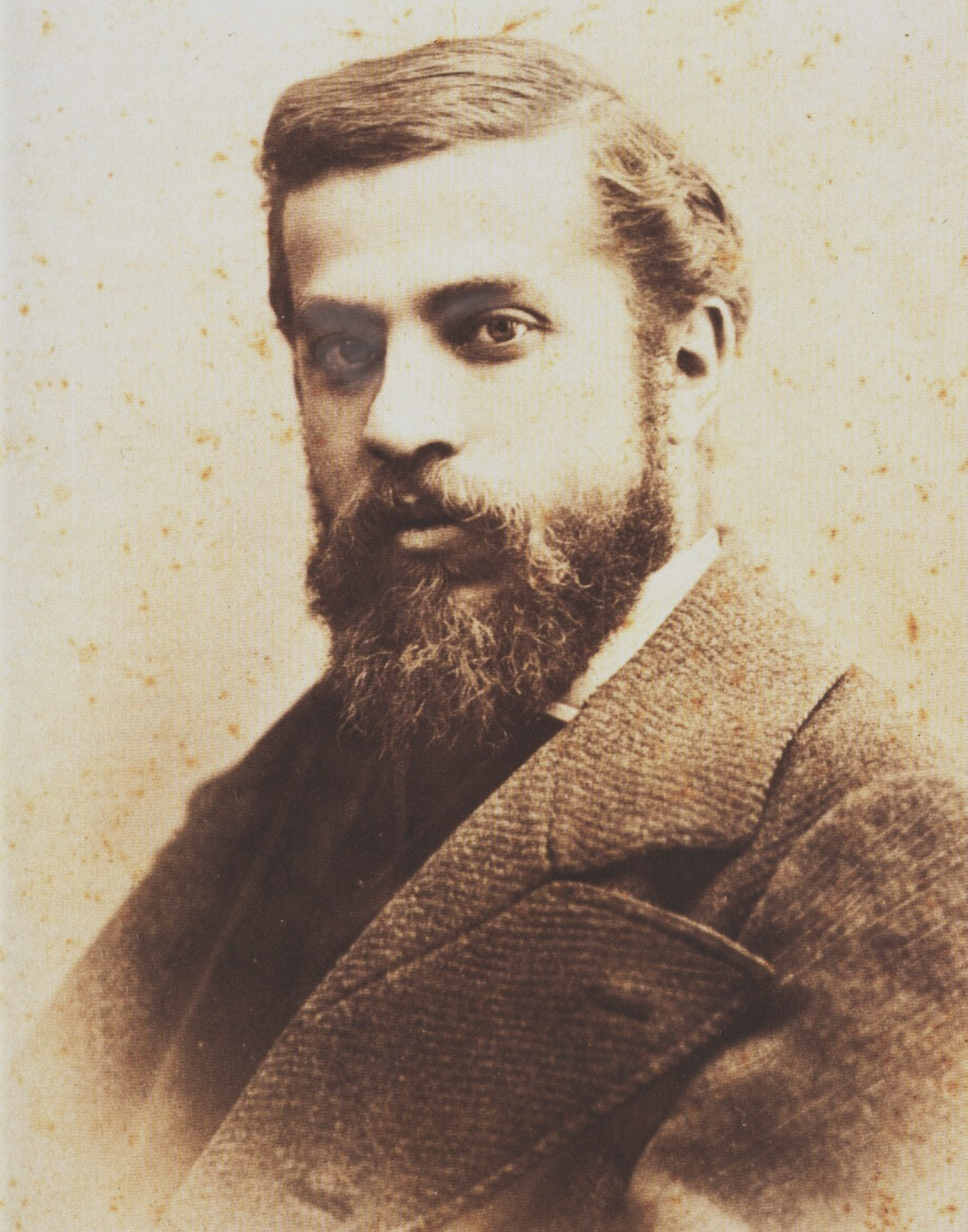
Antoni Gaudí

Antoni Gaudí (Reus o Riudoms, 1852-Barcelona, 1926) cursó arquitectura en la Escuela de la Lonja y en la Escuela Técnica Superior de Arquitectura de Barcelona, donde se graduó en 1878. Una vez obtenido el título de arquitecto, sus primeros trabajos fueron unas farolas para la plaza Real, el proyecto de quioscos Girossi, la vitrina para la Guantería Esteban Comella y el mobiliario para la capilla-panteón del palacio de Sobrellano en Comillas, todos del mismo año de su graduación, así como la Cooperativa Obrera Mataronense (1878-1882), que fue su primer encargo importante, aunque no se llegó a materializar en su conjunto, ya que solo se construyó una nave. Sus siguientes realizaciones fueron el mobiliario de la Farmacia Gibert (1879) y las obras para la Congregación de Jesús-María (1879-1882).
La Congregación de Religiosas de Jesús-María (Congregatio Religiosarum Iesu et Mariae, siglas R.J.M.) fue fundada por Claudina Thévenet en 1818, con el objetivo principal de otorgar una educación cristiana a los jóvenes, especialmente los más pobres y vulnerables. Claudina Thévenet (Lyon, 1774-1837) perdió a sus hermanos en la Revolución Francesa, lo que le hizo encaminarse a la asistencia a los más jóvenes para mitigar sus miserias, con la opinión de que la principal causa del sufrimiento del pueblo era la ignorancia de Dios. En 1818 fundó en su ciudad natal una congregación religiosa encaminada a la educación de niñas pobres. Se les proporcionaba tanto una educación primaria como religiosa, así como formación laboral para labrarse un porvenir. Aunque su objetivo principal eran las clases desfavorecidas, también fundó un pensionado para niñas de clases acomodadas. La Congregación se fue extendiendo hacia otros países, llegando a contar en la actualidad con ciento ochenta comunidades repartidas por los cinco continentes. Claudina Thévenet fue canonizada en 1993 por el papa Juan Pablo II.
En España, la primera fundación fue en 1850 en San Andrés de Palomar, por entonces un municipio vecino de Barcelona que fue posteriormente agregado como distrito a la Ciudad Condal, en 1898. Desde aquí se expandió por Tarragona, Barcelona, Valencia, Orihuela, Alicante, Murcia, Azpeitia, Madrid, Zaragoza, Burgos, Jerez de la Frontera, Granada, Badalona y Sevilla.

## San Andrés de Palomar

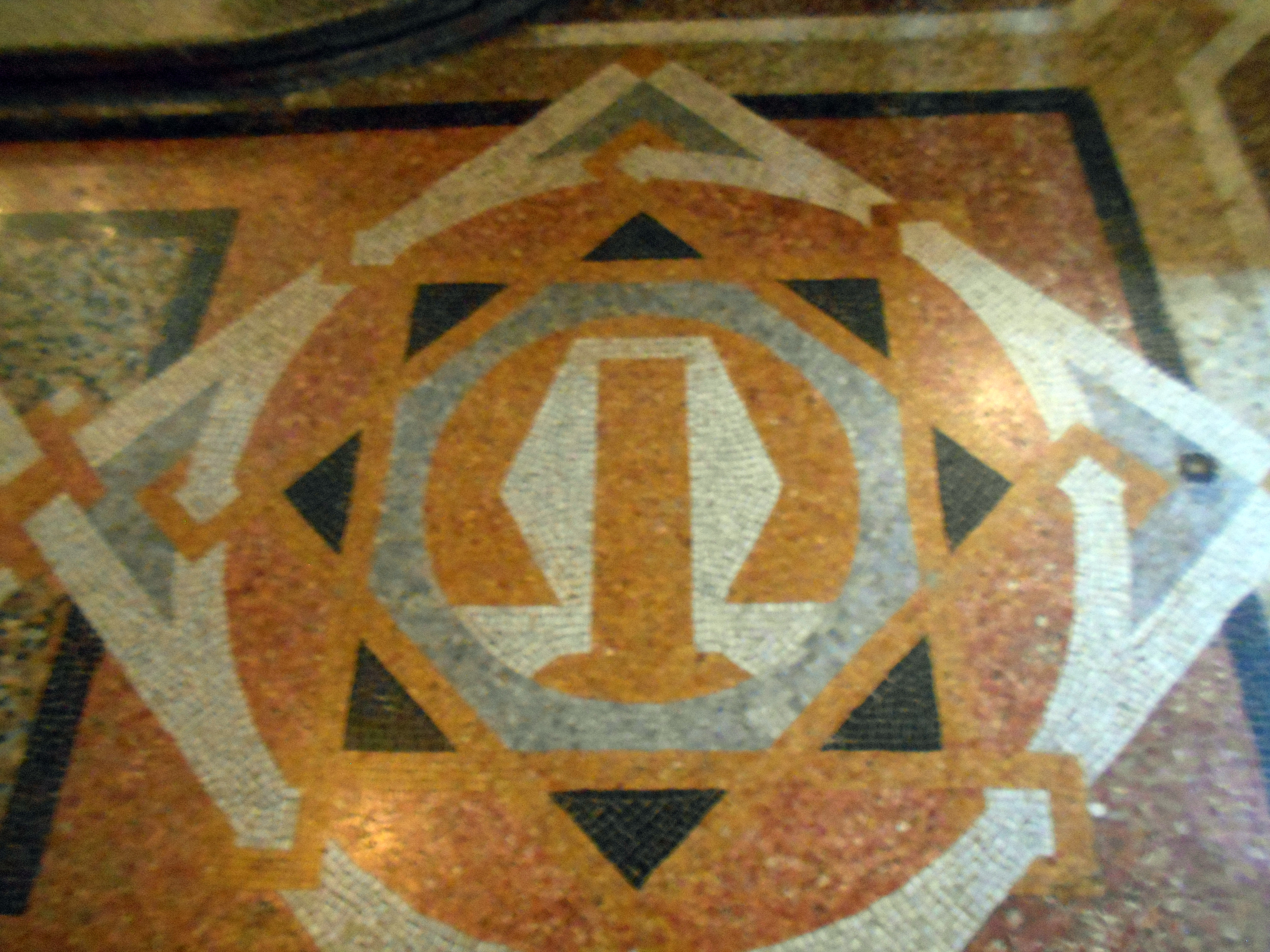
Mosaico con la letra griega omega, iglesia de San Paciano, Barcelona

En San Andrés de Palomar, la Congregación edificó un colegio en 1850. En 1876 encargaron al arquitecto Joan Torras i Guardiola una capilla para el colegio —actual iglesia de San Paciano—, situada en la calle de San Jaime n.º 40 (actualmente calle del Vallés). Fue construida entre 1876 y 1881, fecha en que fue consagrada. Es una iglesia de estilo neogótico, de nave única, con bóvedas ojivales nervadas, muros de mampostería entre contrafuertes con altos ventanales, presbiterio poligonal, coro y campanario. En 1890, las monjas de Jesús-María vendieron la iglesia a los maristas. Incendiada en 1909 durante la Semana Trágica, los maristas vendieron la finca y la iglesia fue utilizada como almacén de grano, hasta que en 1923 fue comprada por el Obispado de Barcelona, que la consagró a san Paciano. Durante la Guerra Civil fue usada como comedor popular. Desde entonces es una parroquia del Arciprestazgo de San Andrés.
Joan Torras fue uno de los maestros de Gaudí durante su formación, motivo por el que probablemente recibió el encargo de completar la decoración de la iglesia. Existía también un vínculo personal, ya que la sobrina del arquitecto, Rosa Egea Gaudí, era alumna en el Colegio de Jesús-María de Tarragona.
Gaudí realizó diversas intervenciones en la iglesia y el colegio: en la primera diseñó el altar, la custodia, el mosaico del pavimento y la iluminación; en el colegio fue artífice del mobiliario. La mayoría de estas obras se perdieron en un incendio provocado en el transcurso de la Semana Trágica en 1909, del que solo subsistió el mosaico; también se conservan las abrazaderas de los aparatos de iluminación, que habían sido anteriormente trasladadas por las monjas a otro colegio. Del altar se sabe que era de estilo gótico y la custodia de estilo bizantino, pero no se tienen más detalles. El mosaico es una obra de opus tessellatum, realizada probablemente por el mosaiquista italiano Luigi Pellerin, autor del mosaico del vestíbulo de la iglesia de las Salesas, obra de Joan Martorell —otro de los maestros de Gaudí— en la que intervino Gaudí como ayudante. El mosaico está formado por pequeñas piezas de mármol, unidas por mortero de cal. En la nave y el presbiterio tiene motivos geométricos, mientras que en el crucero figuran diversas letras: J y M, por Jesús y María; y Α y Ω (alfa y omega), la primera y última letras del alfabeto griego, que en el ámbito cristiano se corresponden a la simbología del principio y el fin, identificados con Jesucristo o Dios. Este pavimento fue restaurado en 1986 por Lluís Bru, cuya intervención fue inaugurada en 1989 por el cardenal Narcís Jubany.
Las monjas de Jesús-María se trasladaron de San Andrés de Palomar a San Gervasio de Cassolas, otro municipio del extrarradio de Barcelona que fue agregado a la Ciudad Condal en 1897, junto con San Andrés y otros cuatro antiguos municipios más. El Colegio de Jesús-María de San Gervasio fue construido entre 1892 y 1897 por Enric Sagnier, en estilo neogótico. Aunque Gaudí no intervino directamente en él, varias de sus obras para San Andrés fueron llevadas por las monjas a este colegio, donde aún permanecen: se trata de varios muebles, así como las abrazaderas eléctricas que trasladaron las monjas. Son cuatro apliques de madera dorada cuya parte superior tiene forma de dragón alado con una serpiente enroscada al cuello, cuya boca abierta sirve de portalámparas.

## Tarragona
Las religiosas de Jesús-María abrieron un nuevo colegio en Tarragona en 1857, en un edificio conocido como Casa Foxà, en la calle de los Caballeros. Como este edificio se les quedó pequeño, entre 1861 y 1866 construyeron uno nuevo en la calle Méndez Núñez. Por último, entre 1878 y 1879 construyeron una capilla —dedicada a Nuestra Señora del Sagrado Corazón—, para la que se pidió de nuevo la intervención de Gaudí en el mobiliario y la decoración, elaborados entre 1880 y 1882. El arquitecto realizó el altar, el ostensorio y la sillería del coro, de los que solo se conserva el primero, ya que el resto fue destruido en un incendio en 1936, al inicio de la Guerra Civil. El altar es de mármol blanco italiano y su parte frontal —o antipendio— de alabastro. Presenta cuatro columnas con capiteles de motivos florales, así como cuatro medallones en el frontal del ara, con cuatro cruces griegas de forma lanceolada; en los intercolumnios hay altorrelieves con figuras de ángeles, dos orando y otro sosteniendo una cruz patada, con fondos de cristal de color azul con estrellas doradas. La mesa del altar tenía una predela con un sagrario en el centro, que desaparecieron en el incendio de 1936.
El ostensorio se encontraba al fondo del presbiterio, en un nivel superior, al que se accedía por unas escaleras situadas a cada lado del altar, en forma de abanico. Se situaba sobre una columna de alabastro, con un ábaco de forma octogonal. Fue elaborado por Eudald Puntí, un ebanista colaborador habitual de Gaudí. Era de madera dorada, con una corta columna troncocónica sobre la que se situaba el cuerpo cilíndrico del ostensorio, con puertas en dos hojas decoradas con motivos florales y coronado con una cúpula parabólica, decorada con unos cuadrados envueltos de rosarios y un botón en el centro de cada cuadrado, así como la paloma del Espíritu Santo en el centro de la cúpula, con las alas desplegadas; sobre la cúpula se hallaba un remate formado por cuatro volutas sobre las que se situaban tres coronas superpuestas y una esfera con una cruz griega. El ostensorio tenía dos travesaños laterales con cuatro placas situadas una en cada esquina, con los símbolos del Tetramorfos, así como un ángel tenante en cada columna vertical, en posición genuflexa; remataba cada columna vertical un medallón con las iniciales JM, de Jesús-María. Este ostensorio fue reconstruido en 1939 por Fernando de Castellarnau Espina, dibujante y decorador, siguiendo el modelo original de Gaudí —gracias a las fotografías conservadas—, aunque con una cúpula semiesférica en vez de parabólica.
La capilla fue restaurada entre 1969 y 1971 y adaptada a la reforma litúrgica surgida del Concilio Vaticano II, momento en que el altar fue trasladado desde el fondo del presbiterio dos metros hacia delante, con el fin de que el oficiante pudiese dar misa de cara a los fieles. También se colocó una lámpara fluorescente para su iluminación. La reforma fue efectuada por el arquitecto Juan Bassegoda.